# Arctosa lesserti
Arctosa lesserti este o specie de păianjeni din genul Arctosa, familia Lycosidae, descrisă de Reimoser, 1934. Conform Catalogue of Life specia Arctosa lesserti nu are subspecii cunoscute.